# Kościół św. Jana Nepomucena w Kosorowicach
Kościół św. Jana Nepomucena – rzymskokatolicki kościół parafialny w Kosorowicach. Świątynia należy do parafii św. Jana Nepomucena w Kosorowicach w dekanacie Kamień Śląski, diecezji opolskiej.

## Historia kościoła
Kościół w Kosorowicach został wybudowany w latach 1983–1985. Konsekracji świątyni dokonał arcybiskup Alfons Nossol w 1985 roku.